# Seznam japonských kardinálů
Toto je seznam japonských kardinálů.
Prvního japonského kardinála jmenoval papež Jan XXIII. v roce 1960, byl jím tehdejší tokijský arcibiskup Peter Tatsuo Doi.
Současného japonského kardinála jmenoval papež František v roce 2020.

## Žijící
- Thomas Aquino Man’yō Maeda - japonský římskokatolický kněz, od roku 2014 metropolitní arcibiskup ósacký

## Zemřelí
- Stephen Fumio Hamao – Arcibiskup-Biskup Jokohamy – Kardinál-jáhen ze S. Giovanni Bosco in Via Tuscolana
- Petr Seiiči Širajanagi – Arcibiskup Tokia – Kardinál-kněz ze S. Emerenziana a Tor Fiorenza
- Joseph Asajirō Satowaki – Arcibiskup Nagasaki – Kardinál-kněz ze S. Maria della Pace
- Paul Yoshigoro Taguchi – Arcibiskup Ósaky – Kardinál-kněz ze S. Maria in Via
- Peter Tatsuo Doi – Arcibiskup Tokia – Kardinál-kněz ze S. Antonio da Padova in Via Merulana

## Kardinálové působící v Japonsku
- Maximilien de Fürstenberg – Titulární arcibiskup Paltusu – Kardinál-kněz ze S. Cuore di Gesù a Castro Pretorio
- Paolo Marella – Titulární arcibiskup Doclejský – Kardinál-kněz ze S. Andrea delle Fratte
- Edward Aloysius Mooney – Titulární arcibiskup Irenopoliský – Kardinál-kněz ze S. Susanna
- Pietro Fumasoni Biondi – Titulární arcibiskup Doclejský – Kardinál-kněz ze S. Croce in Gerusalemme